# Crisi finanziaria Shōwa

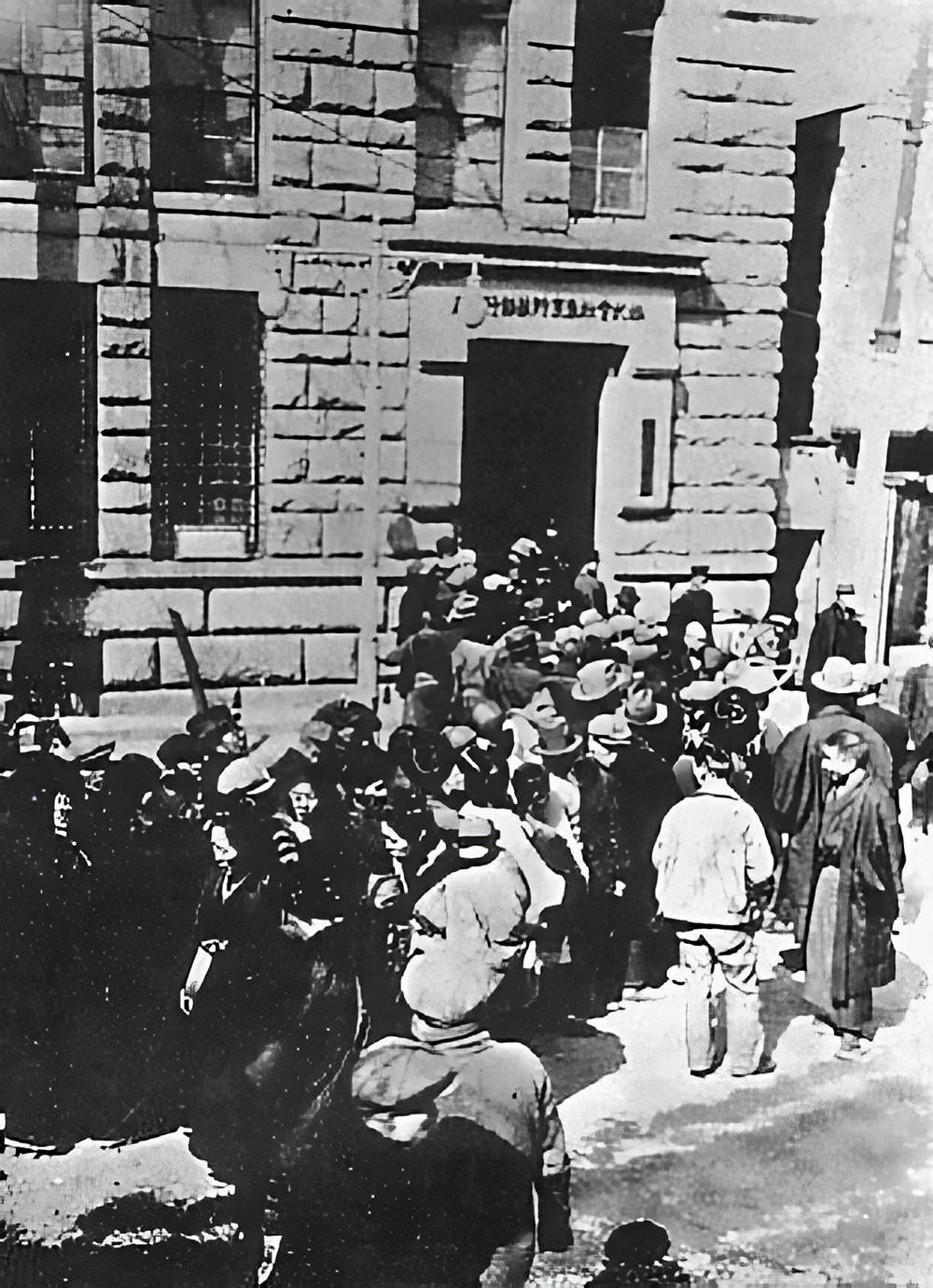
Corsa agli sportelli durante la crisi

La crisi finanziaria Shōwa è una crisi finanziaria che colpì il Giappone a partire dal 1927.
In seguito al grande terremoto del Kantō del 1923, la Banca del Giappone ha emesso «titoli terremoto» che dovevano aiutare le imprese nel processo di ricostruzione post-bellico. Tali titoli tuttavia portarono al fallimento di numerosi istituti di credito.